# Gerda Matejka-Felden
Gerda Matejka-Felden (* 29. April 1901 in Dehlingen im Elsass; † 27. Dezember 1984 in Wien; geborene Gerda Felden) war eine österreichische Malerin und Kunstpädagogin.

## Leben und Wirken
Gerda Felden wurde als Tochter des Politikers und Theologen Emil Felden geboren. Sie bekam als Zehnjährige privaten Zeichenunterricht und besuchte ab 1914 die Kunstgewerbeschule in Bremen, von 1919 bis 1924 studierte sie an der Akademie der Graphischen Künste in Leipzig.
Im Jahre 1924 übersiedelte sie nach Wien und heiratete 1932 den Kulturpolitiker Viktor Matejka. Matejka-Felden gründete die Fachgruppe Zeichnen und Malen für Arbeitslose und Ausgesteuerte an der Volkshochschule Volksheim Ottakring. 1938 wurde Viktor Matejka verhaftet und in das Konzentrationslager Dachau verschleppt und sie erhielt von den Nationalsozialisten Berufsverbot. Nach der Befreiung Österreichs 1945 bekam Gerda Matejka-Felden einen Lehrauftrag an der Meisterschule für Kunsterziehung an der Akademie der Bildenden Künste am Wiener Schillerplatz und wurde zwei Jahre später Außerordentliche Professorin. 1948 ließ sie sich von Viktor Matejka scheiden, blieb aber weiterhin mit ihm in Kontakt.
1946/1947 begründete Matejka-Felden mit Karl Lugmayer und Leopold Langhammer den Verein Künstlerische Volkshochschule. Aus diesem gingen später die Wiener Kunstschule und Die Kunst VHS hervor. 
1959 ernannte sie der Bundespräsident Adolf Schärf zur ordentlichen Hochschulprofessorin, im Jahre 1967 erhielt sie die Berufung zur Ordinaria. Matejka-Felden erfuhr internationale Aufmerksamkeit und wurde unter anderem eingeladen, Vorträge für das französische Erziehungsministerium und für Mitglieder der Akademie der pädagogischen Wissenschaften der UdSSR zu halten.
Gerda Matejka-Felden, bis 1972 an der Akademie der Bildenden Künste, starb am 27. Dezember 1984; sie wurde am 9. Jänner 1985 in einem ehrenhalber gewidmeten Grab der Stadt Wien am Wiener Zentralfriedhof (Gruppe 40, Nummer 123) beigesetzt.

## Ehrungen
- 1956: Förderungspreis für Volksbildung des Bundesministeriums für Unterricht
- 1957: Preis der Stadt Wien für Volksbildung
- 1967: Goldenes Ehrenzeichen für Verdienste um die Republik Österreich
- 1970: Großes goldenes Ehrenzeichen für Verdienste um das Land Wien